# مينكودر
مينكودر(mencoder) برنامج حر مفتوح المصدر يعتمد بشكل أساسي على سطر الأوامر، وهو شقيق برنامج إم بلاير وإف إف إم بي إي جي (وبالإنجليزية إف إف إم بي إي جي) يعمل مع مختلف أنظمة التشغيل مثل لينكس وويندوز وغيرها، يخضع لبنود رخصة جنو العمومية

## التثبيت
إذا كنت من مستخدمي لينكس وبرنامج إم بلاير مثبتاً على جهازك فكل ما يمكنك عمله هو كتابة الأمر التالي (بصفة مدير النظام) :
ln -s /usr/local/bin/mplayer /usr/local/bin/mencoder

## استخدام البرنامج
البرنامج يعتمد في عمله على ملفات ترميز الفيديو والصوت المتوفرة لديك، فإذا أردت التأكد من الترميزات المتوفرة عليك بكتابة الأمر التالي (بصفة المستخدم) :
mencoder -ovc help

### وظيفة التحويل
هناك الكثير من الأوامر للتحويل ما بين الصيغ المختلفة للفيديو لكن سنذكر بعضها على سبيل التمثيل :

#### التحويل من صيغة WMV إلى AVI
mencoder <input.wmv> -o <output.avi> -ovc lavc -oac lavc

#### التحويل من صيغة MPG إلى AVI
mencoder <input.wmv> -o <output.avi> -ovc lavc -oac lavc

#### التحويل من صيغة RM إلى AVI
mencoder <input.wmv> -o <output.avi> -ovc lavc -oac lavc

### وظيفة النسخ
يمكن أن تقوم بالنسخ من صيغة إلى أخرى دون الحاجة لإعادة الترميز وذلك من خلال استخدام الأمر التالي :
mencoder <input.wmv> -o <output.avi> -ovc lavc -oac copy

### التسجيل
يمكنك التسجيل من التلفزيون وبجودة عالية جداً من خلال استخدام الأمر التالي :
mencoder tv:// -profile mpeg4-hq -o output.avi

### تقسيم الملفات
عند وجود ملفات كبيرة يمكن تقسيمها لأجزاء بأحجام يحددها المستخدم من خلال الأمر التالي :
mencoder -ovc copy -oac copy -ss 0 -endpos 700mb -o movie_part1.avi movie.avi
حيث 700 متغير الأمر

### دمج الملفات
الملفات الكثيرة يمكن دمجها في ملف فيديو واحد من خلال استخدام الأمر التالي :
mencoder -oac copy -ovc copy -idx -o output.avi part1.avi part2.avi

## وصلات خارجية
- mplayerhq.hu الموقع الرسمي لبرنامج إم بلاير
- دليل استخدام مينكود
- موقع جنتو ويكي
- كتاب إم بلاير